# Filmcensur i Finland
Filmcensur i Finland är förhandsgranskning av bildprogram i Finland, sedan 2001 förhandsgranskas endast material avsett för minderåriga. Allmän filmcensur infördes 1911 och avskaffades 2001.

## Historia
Filmcensur i Finland infördes 1911. Den var till 1919 en angelägenhet för de lokala polismyndigheterna och sköttes sedan på frivillig basis utgående från tryckfrihetslagens bestämmelser av en granskningsnämnd, som lydde under Finlands filmkammare. Genom en lag om granskning av biograffilm, stiftad 1945, överfördes ansvaret för filmcensuren på en statlig myndighet, statens filmgranskningsbyrå, som 1958–1965 granskade även TV-filmer. 1987 utsträcktes förhandsgranskningen till videofilmer.
Censur för bildprogram som riktar sig till vuxna avskaffades slutgiltigt 2001, men förhandsgranskningen kvarstod beträffande program avsedda för minderåriga. Lagen om granskning av bildprogram av 2000 stadgar, att sådana inte får visas offentligt eller spridas bland personer under 18 år förrän de har godkänts för visning och spridning av statens filmgranskningsbyrå. Ett bildprogram får inte godkännas om det på grund av sina våldsinslag, sitt sexuella innehåll eller genom att inge skräck eller på annat jämförbart sätt är ägnat att inverka skadligt på barns utveckling. Granskningsmyndigheten kan dock tillåta visning och spridning av bildprogram som innehåller sådana inslag för personer som uppnått en viss ålder (18, 15, 11 eller 7 år). 
Alla bildprogram som inte förhandsgranskas, det vill säga sådana som är avsedda för vuxna eller som på grund av sitt innehåll är befriade från granskning, måste anmälas hos statens filmgranskningsbyrå, som för ett offentligt register över alla bildprogram som är i spridning. Den som bryter mot dessa bestämmelser skall enligt strafflagen dömas till böter eller fängelse i högst sex månader för olovlig visning eller spridning av bildprogram bland minderåriga. Besvärsmyndigheter är statens filmnämnd och Högsta förvaltningsdomstolen.